# Roteiro

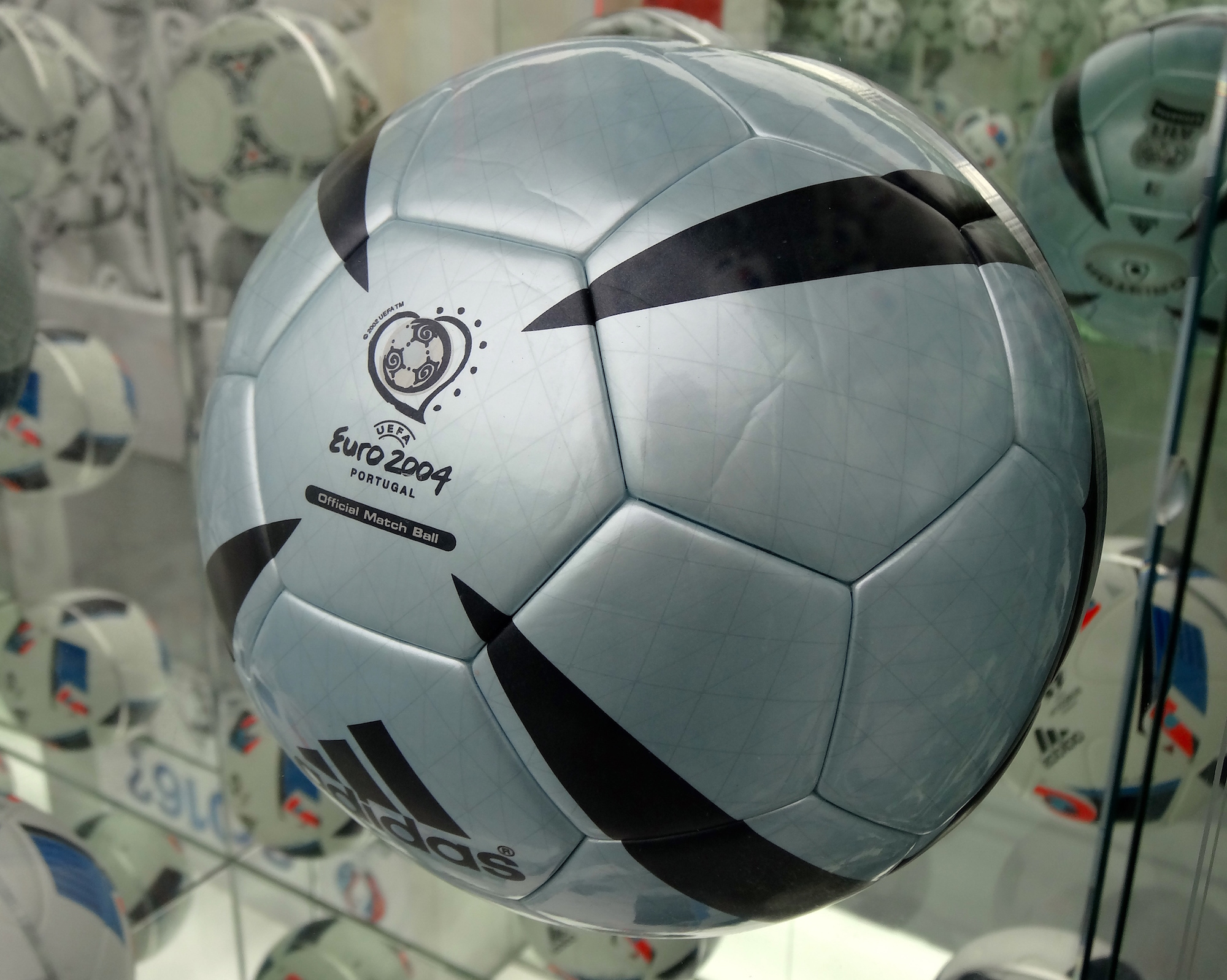
Roteiro

Roteiro – to oficjalna piłka mistrzostw Europy w Portugalii, które odbyły się w 2004 roku oraz wszystkich innych rozgrywek międzynarodowych UEFA w 2004 roku. Posiada w zależności od typu atesty "FIFA Approved" bądź "FIFA Inspected". Roteiro jest pierwszą piłką wyprodukowaną bez użycia szwów – zgrzewa się ją w wysokich temperaturach. Jest także pierwszą piłką wykorzystującą technologię Power Balance. Roteiro swoją nazwę zawdzięcza jednej z kronik z podróży Vasco da Gamy. Wygląd piłki odzwierciedla ziemski glob z siatką kartograficzną.
Podobnie jak większość nowych piłek Adidasa także i ta nie znalazła uznania w oczach wielu piłkarzy, głównie bramkarzy.